# Мали на летних Олимпийских играх 1968
Мали принимала участие в Летних Олимпийских играх 1968 года в Мехико (Мексика) во второй раз за свою историю, но не завоевала ни одной медали.
От Мали выступали двое спортсменов, Сунгало Багаёго и Намакоро Ниаре, в двух видах спорта: боксе и лёгкой атлетике (метание диска).
Боксёр Сунгало Багаёго проиграл в первом круге австрийскому спортсмену Курту Баумгартнеру со счётом 3:2.